# Ninja Scroll
Ninja Scroll (獣兵衛忍風帖?, Jubei Ninpūchō) è un film d'animazione del 1993 diretto da Yoshiaki Kawajiri.
La pellicola è ispirata dai racconti Ninpūchō di Futaro Yamada; l'anime infatti è ambientato nel Giappone feudale e narra delle vicende del ninja Jubei.
Il film venne proiettato per la prima volta il 5 giugno 1993 in Giappone e il 6 dicembre 1996 negli Stati Uniti.
Dieci anni dopo, nel 2003, è stata pubblicata una serie animata di 13 episodi dal medesimo titolo, ancora sotto la supervisione di Yoshiaki Kawajiri (già noto per Wicked City - La città delle bestie).

## Trama
La vicenda narra del ninja vagabondo Jubei Kibagami (chiaro omaggio a Yagyū Jūbei), guerriero abilissimo con la spada, che si ritrova, suo malgrado, a combattere contro i Demoni di Kimon, guidati dall'immortale Genma il quale è alla ricerca di una miniera d'oro che gli servirà per creare un enorme esercito di ninja con lo scopo di spodestare lo Shogunato Tokugawa e sottomettere l'intero Giappone al famigerato clan Toyotomi.

## Personaggi

### Eroi
Jubei Kibagami
Il protagonista dell'anime, un rōnin che fa dell'onestà e del sacrificio le sue armi migliori. È disinteressato alle vicende politiche che lo circondano, comprese quelle di Dakuan, ma si vede costretto a combattere i Demoni di Kimon anche per prendersi una rivincita su Genma. La sua arma è una katana, molto affilata e resistente, che questo rōnin generalmente tiene attaccata ad un cavo molto lungo, sottile e resistente, dandogli la possibilità di estrarre la spada anche se si trova a diversi metri da lui. Jubei, oltre ad essere un combattente abilissimo con la spada, ha anche l'abilità di colpire gli avversari a distanza usando l'energia cinetica tagliente della sua spada.
Kagero
Assaggiatrice di veleni nel clan ninja Koga, Kagero è di animo gentile, ma tenta di nasconderlo per dimostrarsi forte. S'innamora di Jubei, ma si dichiarerà solamente prima di morire per mano di Genma e lo salverà dal veleno. Tra le sue armi c'è un wakizashi. Ha l'abilità di avvelenare tutti coloro che hanno contatti intimi con lei, inoltre è immune a qualsiasi veleno conosciuto.
Dakuan
Spia del governo Tokugawa. È un vecchietto arrivista nella sua professione, che sfrutta le doti di Jubei per arrivare al suo scopo, ovvero evitare il colpo di Stato da parte dei Demoni. Per convincere Jubei nell'intraprendere la lotta ai Demoni di Kimon lo avvelena garantendogli l'antidoto a missione compiuta. Ha diverse abilità: capacità manipolative, abile stratega (anche se cinico e senza scrupoli), esperto di veleni, capacità metamorfico-mimetiche e straordinari riflessi (ma con scarse capacità marziali).

### Demoni di Kimon
Himuro Genma
Il capo dei Demoni di Kimon, che vuole divenire il nuovo shōgun del Giappone. Un tempo collaborò proprio con Jubei e lo tradì, venendo decapitato da Jubei stesso. La sua presenza è indice del fatto che è immortale, e qualsiasi parte amputatagli si ricollega al corpo automaticamente. È abilissimo nelle arti marziali e sfrutta un braccio di metallo per parare i colpi di spada. Riesce anche a trasformare il proprio volto. A causa dei suoi poteri guaritivi mette Jubei in seria difficoltà, tuttavia quest'ultimo lo ucciderà scaraventandolo in un lago d'oro fuso.
Tessai
Demone della roccia. È un energumeno fisicamente fortissimo che riesce a trasformare il proprio corpo in roccia, rendendo inefficaci le armi bianche. È armato con una spada doppia da lancio, che torna indietro come un boomerang. È il meno riflessivo ed il più impulsivo dei demoni. Viene prima avvelenato da Kagero, poi ucciso da Jubei.
Benisato
Demone del veleno. È una donna che riesce a controllare un gran numero di serpenti che si nascondono nel suo corpo e può anche fondersi tra loro. Proprio come un serpente, ha doti di ipnosi e riesce a fuggire lasciando sul posto la propria pelle. È sempre completamente nuda davanti agli avversari e non prova alcuna vergogna per questo. Ha una relazione puramente sessuale con Genma e per questo viene tradita da Yorimaru.
Mushizo
Demone del vento. Pur non essendo dotato né di particolari poteri né di un gran fisico o tecnica nel combattimento con le armi, Mushizo è in grado di controllare sciami di vespe. La sua schiena forellata è difatti un enorme alveare dove risiedono parecchie vespe, ed è allo stesso tempo indistruttibile per le lame. Nasconde in bocca un pugnale avvelenato che può sputare contro i nemici. Buttato da Jubei in acqua, viene dilaniato dalle sue stesse vespe e muore decapitato da Jubei.
Utsutsu Mujuro
Demone della luce. È uno spadaccino dalla tecnica perfetta, con la caratteristica di essere cieco, ed è in grado di percepire gli attacchi avversari con i suoni e gli spostamenti d'aria. La sua spada può riflettere il sole abbagliando chiunque nelle vicinanze, disturbo che non ha effetto su un cieco. Durante il duello con Jubei sembra avere la meglio, ma la lama di Kagero lo trae in inganno e quindi resta impotente all'attacco del rōnin.
Shijima
Demone dell'ombra. È il classico ninja totalmente coperto da una veste scura, in grado di sparire nell'ombra. È armato con un artiglio munito di una catena, che può essere lanciato, oltre che con degli shuriken. Può manipolare i cadaveri, dare l'impressione di moltiplicarsi ed è insensibile al dolore. Per sconfiggere Jubei prende in ostaggio Kagero, ma rimane comunque ucciso nel combattimento.
Yorimaru
Demone del fulmine. È il più composto ed intelligente dei demoni e forse per questo è gerarchicamente frapposto tra il capo Genma e gli altri demoni, i quali gli obbediscono. È armato con una serie di cavi estremamente sottili che riesce a posizionare ovunque, anche a diversi chilometri di distanza, riuscendo a tendere trappole in stile ragnatela e a far passare attraverso di essi la corrente elettrica, fulminando così i nemici. Riguardo alle sue caratteristiche personali, è omosessuale (e attratto da Genma) e non accetta fallimenti da parte dei demoni subordinati. Per questi motivi, un po' per gelosia e un po' per imporre la sua disciplina, uccide Benisato. Viene però a sua volta tradito da Zakuro.
Zakuro
Demone del fuoco. È molto ambiziosa e vorrebbe il posto di vice a scapito di Yorimaru. Sa maneggiare in maniera invidiabile la polvere pirica, imbottendo corpi umani e animali con tale combustibile per farli esplodere. È abile anche con i kunai. Attratta da Yorimaru, quest'ultimo la rifiuta perché interessato a Genma. Il rifiuto di Yorimaru le creerà un certo rancore nei suoi confronti e la porterà ad ucciderlo. Cercando di uccidere Dakuan, perde la vita rimanendo coinvolta in un'esplosione causata da Jubei.

## Distribuzione
Il 27 ottobre 2008, la Warner Bros. ha annunciato di aver acquistato i diritti di produzione cinematografica.

## Riconoscimenti
- 1993 - Yubari International Fantastic Film Festival
  - Citizen's Award